# Niso (figlio di Pandione)
Niso (in greco antico: Νίσου?, Nísū) è un personaggio della mitologia greca. Fu un re di Megara.

## Genealogia
Figlio di Pandione II (o di Ares oppure di Deioneo figlio di Eolo) e di Pilia figlia del re di Megara Pila. 

Sposò Abrota che lo rese padre di Eurimede, Ifinoe e Scilla.

## Mitologia
Quando morì sua moglie, Niso ordinò che tutte le donne del suo regno vestissero un vestito simile a quello che indossava lei.
Suo padre (Pandione II) fu deposto da Metione dal trono di Atene e dopo la sua morte, Niso ed i suoi tre fratelli (Egeo, Lico e Pallante) deposero gli usurpatori e ripresero il controllo dell'Attica. Così Egeo divenne il re di Atene ed a lui restò il trono di Megara. 

Minosse però, deciso a vendicare la morte di suo figlio Androgeo (fatto uccidere da Egeo), entrò in guerra contro l'Attica, sbarcò dalle sue navi ed invase Megara. Ora il pericolo era la morte, ma Niso non temeva questo perché l'oracolo di Apollo gli aveva predetto che non sarebbe morto fino a quando avesse conservato sulla testa il capello color rosso porpora che gli era cresciuto. 

Ma sua figlia Scilla si innamorò di Minosse e per compiacerlo gli taglio il capello. Così lui mori.
Nella versione di Eschilo, Minosse corruppe Scilla offrendole una collana d'oro in cambio del suo tradimento.
Ovidio invece, scrive che Niso non morì dopo il taglio del capello ma si trasformò in un'aquila ed aggredì Scilla mentre cercava di salire su una delle navi di Minosse.
Molto simile a questo è un altro mito greco, che ha per protagonista Pterelao.